# Rode Weeshuis

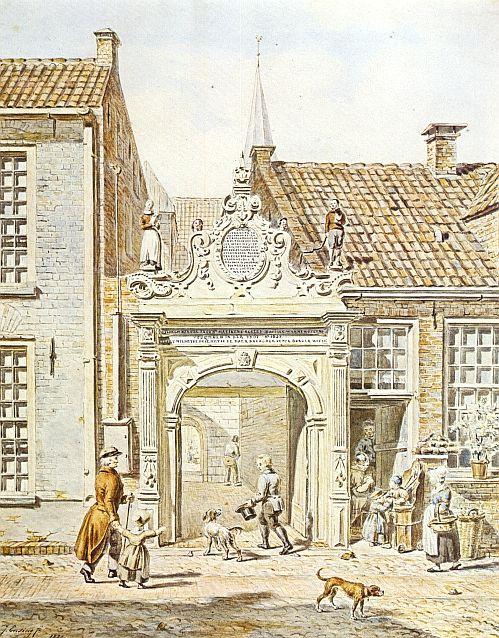
De toegang tot het Ro(o)de Weeshuis in 1839 door Jan Ensing

Het Rode Weeshuis of Burgerweeshuis was een weeshuis gelegen in de Rode Weeshuisstraat tussen de Oude Ebbingestraat en de Oude Boteringestraat, in het centrum van de Nederlandse stad Groningen.
Op de plek van het weeshuis werden in 1991 bij opgravingen boerderijen uit de 5e of 6e eeuw blootgelegd, waarvan paalgaten werden gevonden. Later werd hier het Olde Convent gesticht, een vroeger begijnenklooster van Sint Clara. Bij opgravingen in 1959 werd vastgesteld dat de fundamenten van dit complex uit ongeveer 1350 dateren. Bij de Reductie van Groningen in 1594 verloor het Olde Convent zijn functie als klooster en werd geconfisqueerd door Stad en Lande.
Eind 16e eeuw was het aantal ouderloze kinderen erg groot en het sterftecijfer lag hoog. Om die redenen werd het complex in 1599 door Stad en Lande afgestaan aan de stad Groningen om te dienen als weeshuis voor kinderen van de gezeten burgerij. Dit burgerweeshuis werd het Rode (of Roode) Weeshuis genoemd. De wat minder kapitaalkrachtige wezen werden ondergebracht in het Blauwe Weeshuis en het Groene Weeshuis, in 1673 verenigd tot het het groene en blaauwe gecombineerde diakenie-kinderhuis.  De kleuren verwijzen naar de klederdracht van de weeskinderen. Op 19 november 1599 werden de eerste weesmeesters aangesteld. Het weeshuis kon onder meer gefinancierd worden met de opbrengsten van het Sint Jurjensgasthuis in Helpman. Aanvankelijk had men slechts de beschikking over een deel van het voormalige klooster, maar in 1621 kwam het gehele voormalige kloostercomplex ter beschikking van het weeshuis. Ook werden de opbrengsten van de Groninger bank van lening, die van 1766 tot 1880 beheerd werd door de voogden van het weeshuis, gebruikt voor de exploitatie van het weeshuis. In 1752 ontving het weeshuis een aanzienlijk vermogen uit de nalatenschap van de Groningse hoogleraar Romeins recht Arnoldus Rotgers. Van 1875 tot 1885 maakte de zeevaartschool gebruik van enige lokalen in het gebouw.
Na de Tweede Wereldoorlog verloor het weeshuis zijn bestaansrecht als tehuis voor wezen. In 1956 sloot het haar poorten. Vanaf de oprichting tot dat jaar hadden ruim 2000 wezen in het complex gewoond. Vervolgens zouden er dove kinderen in het weeshuis worden ondergebracht, maar toen daar geen behoefte aan bleek te zijn werd het complex omgevormd tot de stichting Het Poortje, een opvanginstelling voor jongeren van 12 tot 18 jaar. Nadat Het Poortje was verhuisd naar een nieuwe locatie, werd het complex door de gemeente Groningen en woningbouwvereniging Volkshuisvesting bestemd voor woningen voor ouderen. In 1991 werd het complex omgevormd tot 55 seniorenwoningen. Daarbij werden de oudere zuidelijke en oostelijke vleugel van het voormalige weeshuis gerestaureerd, maar werden de 19e-eeuwse noordelijke en westelijke vleugel gesloopt, evenals de vroegere Van Lieflandschool erachter. De nieuwbouw van het wooncomplex werd ontworpen door de architect Cees Nagelkerke, die in Groningen onder meer ook De Opera (de Violenhof) heeft ontworpen. De bewoners vonden het nieuwe naamloze binnenplein tussen oud- en nieuwbouw overigens niet mooi. In het oude gedeelte zijn nog elementen van de vroegere kapel te zien en ook de voogdenkamer van het voormalige weeshuis is nog in standgehouden. Beide zijn echter niet voor het publiek toegankelijk. De door de Groninger gilden in 1627 geschonken toegangspoort is wel te zien. De afgebeelde wezen op de poort gelden als het oudste beeldhouwwerk van de stad Groningen. Bij een herstelactie in 2010 bleek dat de toegangspoort de afgelopen 100 jaar verschillende malen is hersteld met gebruikmaking van zowel Obernkirchener, Bentheimer als Udelfanger zandsteen. Achter de toegangspoort zijn restanten te zien van de 15e-eeuwse nonnengalerij.

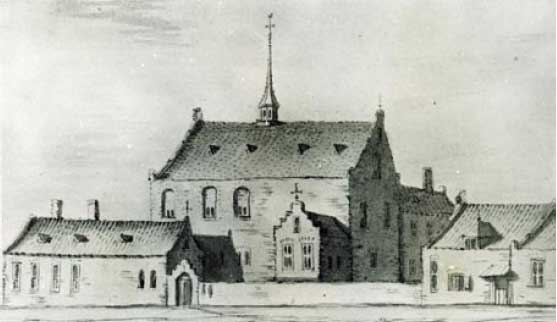
Roode Weeshuis in 1636 (Jacobus Stellingwerff)
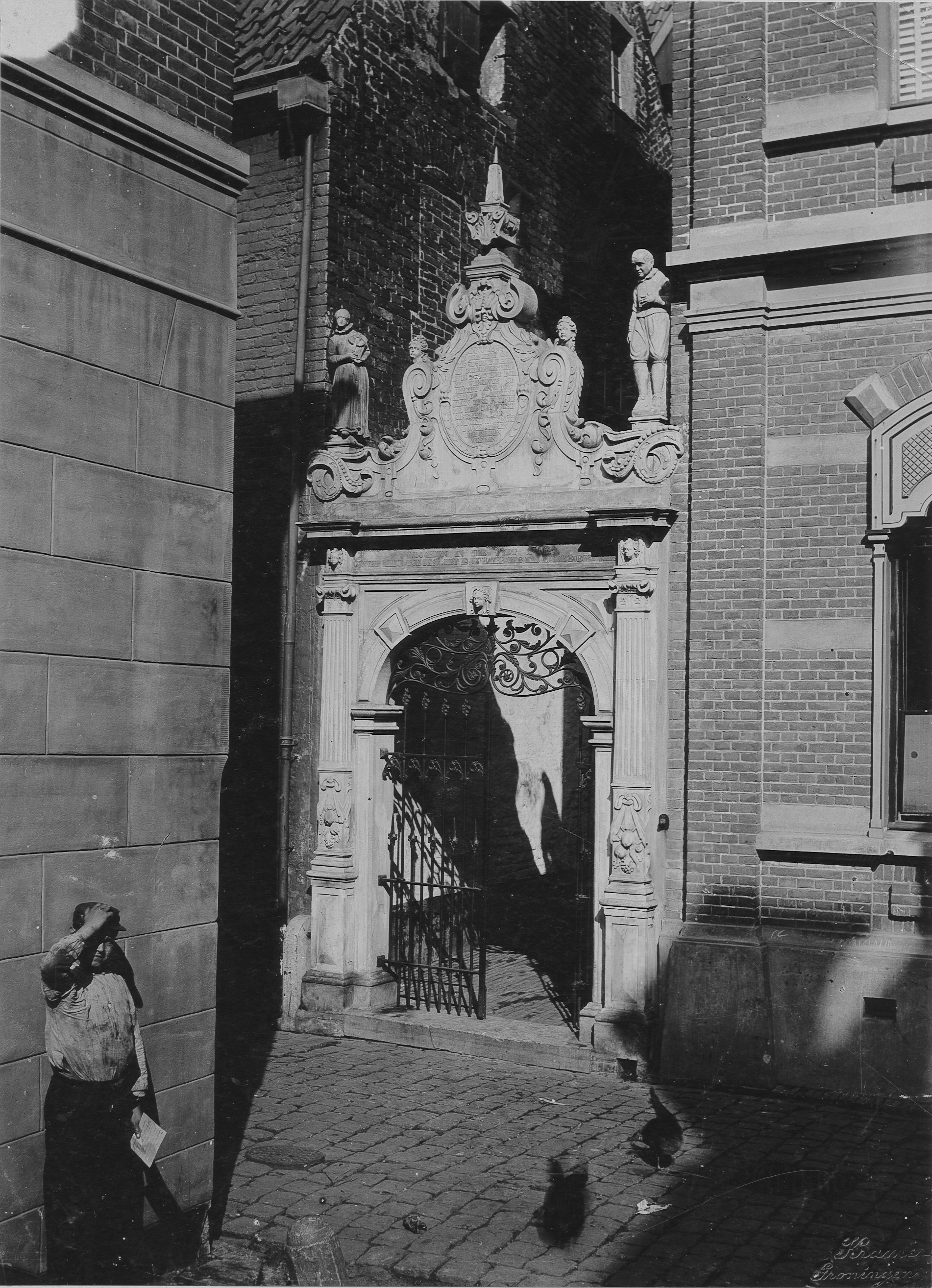
Rode Weeshuispoort met ervoor een jongen en scharrelende kippen (eind 19e eeuw)
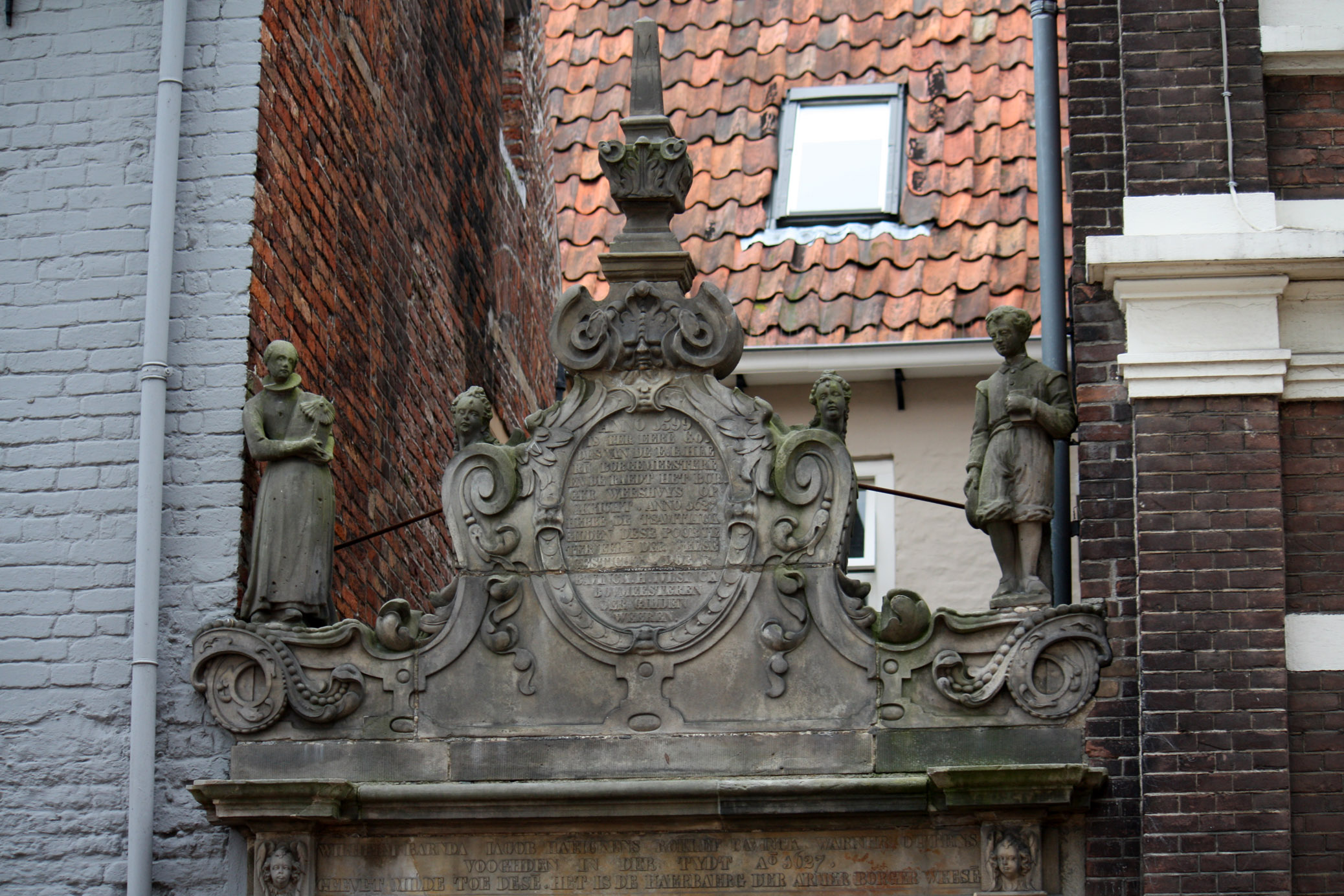
Beelden van de rode wezen op de poort
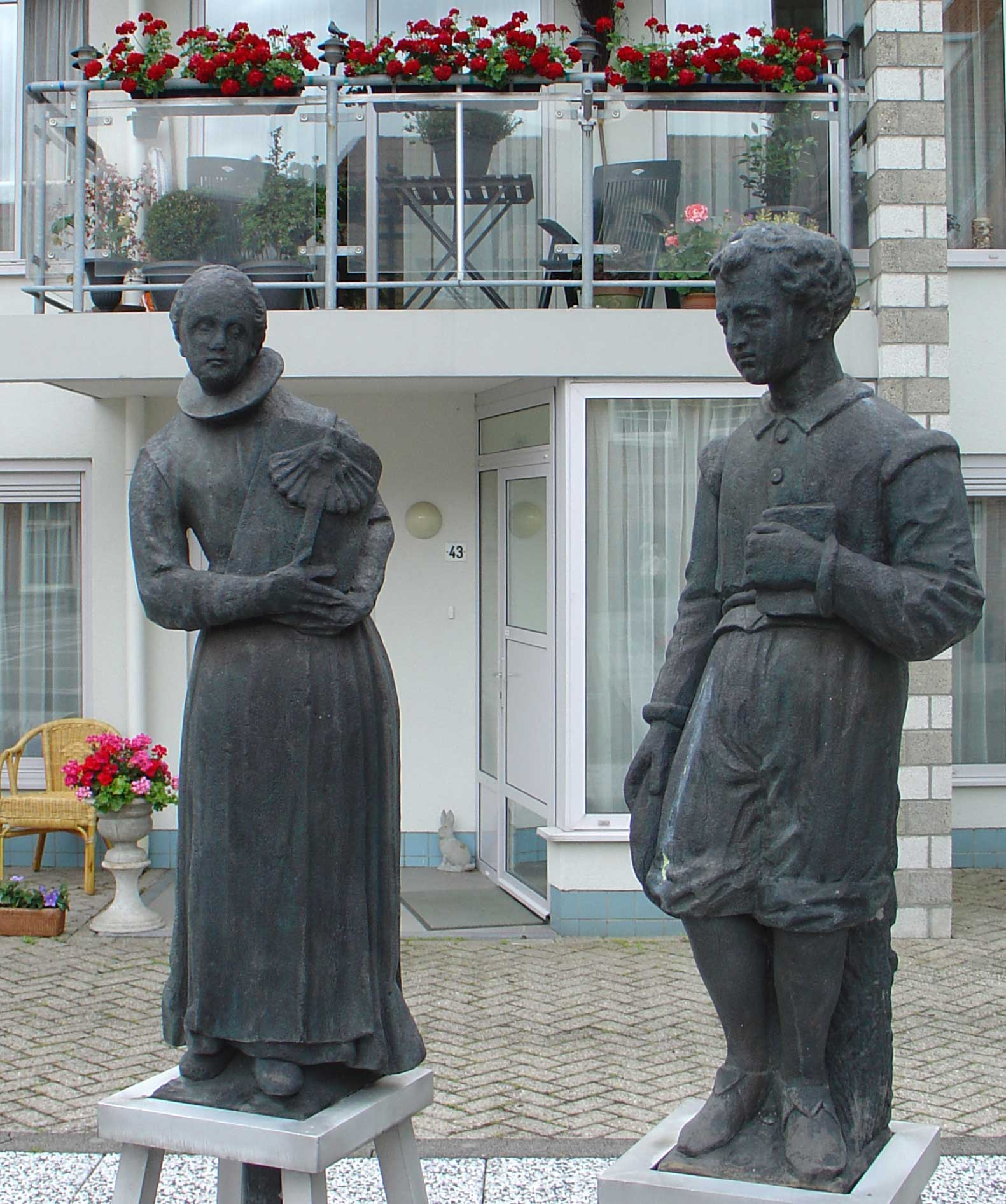
Replica's van de beelden op de poort
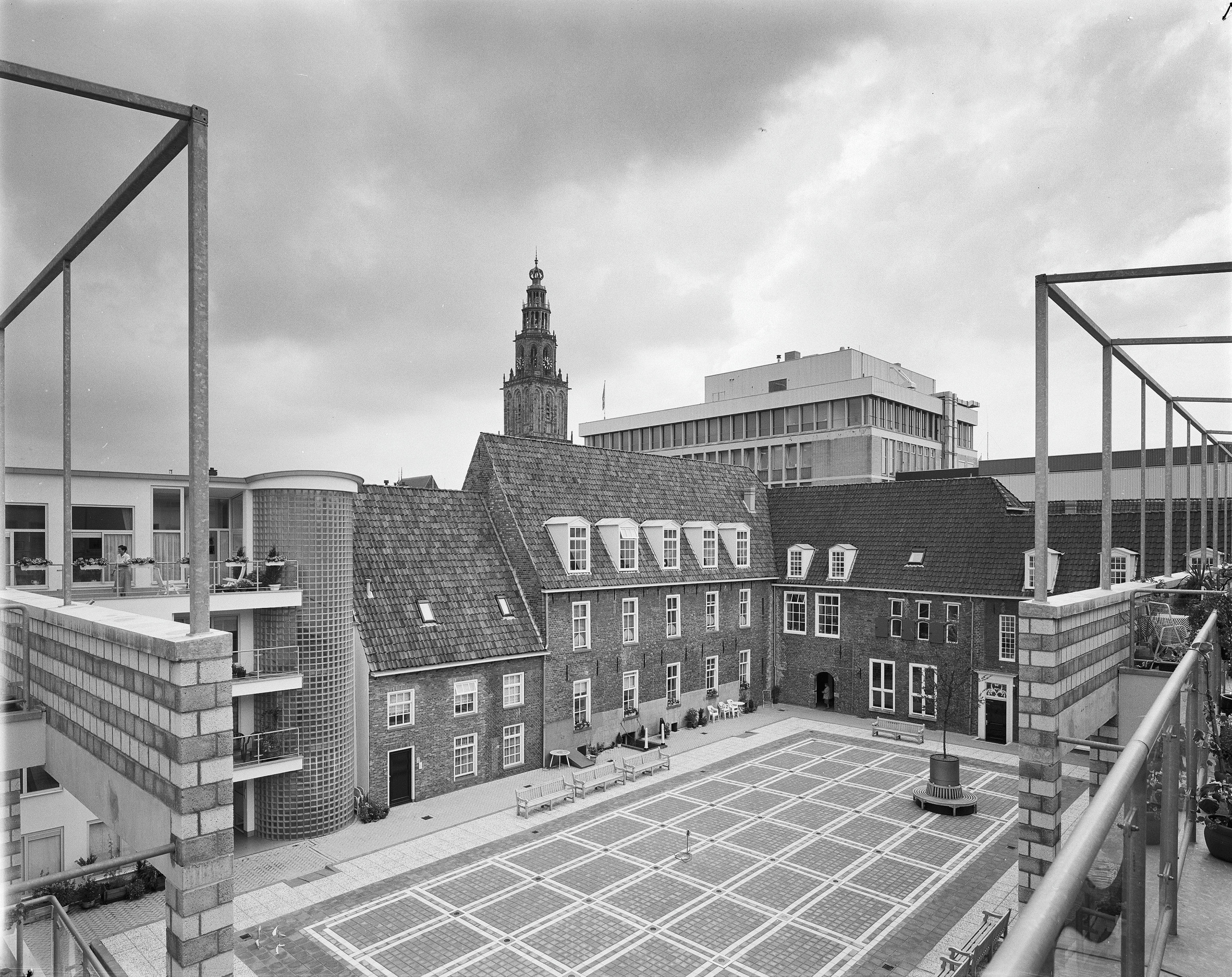
Het nieuwe binnenplein na restauratie met op de achtergrond de oude gebouwen (1994)
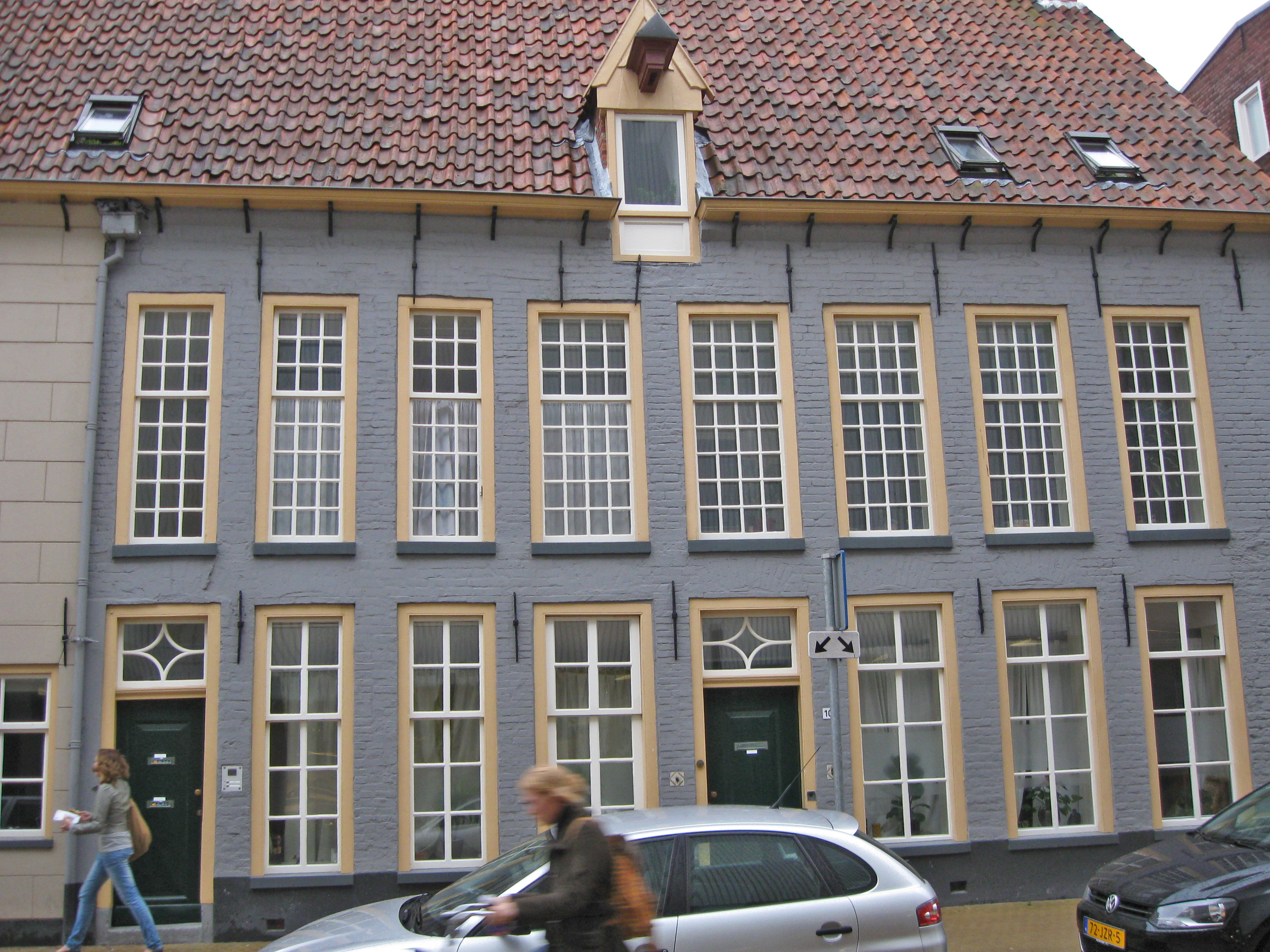
Gezicht vanaf de Weeshuisstraat op een van de oude gebouwen
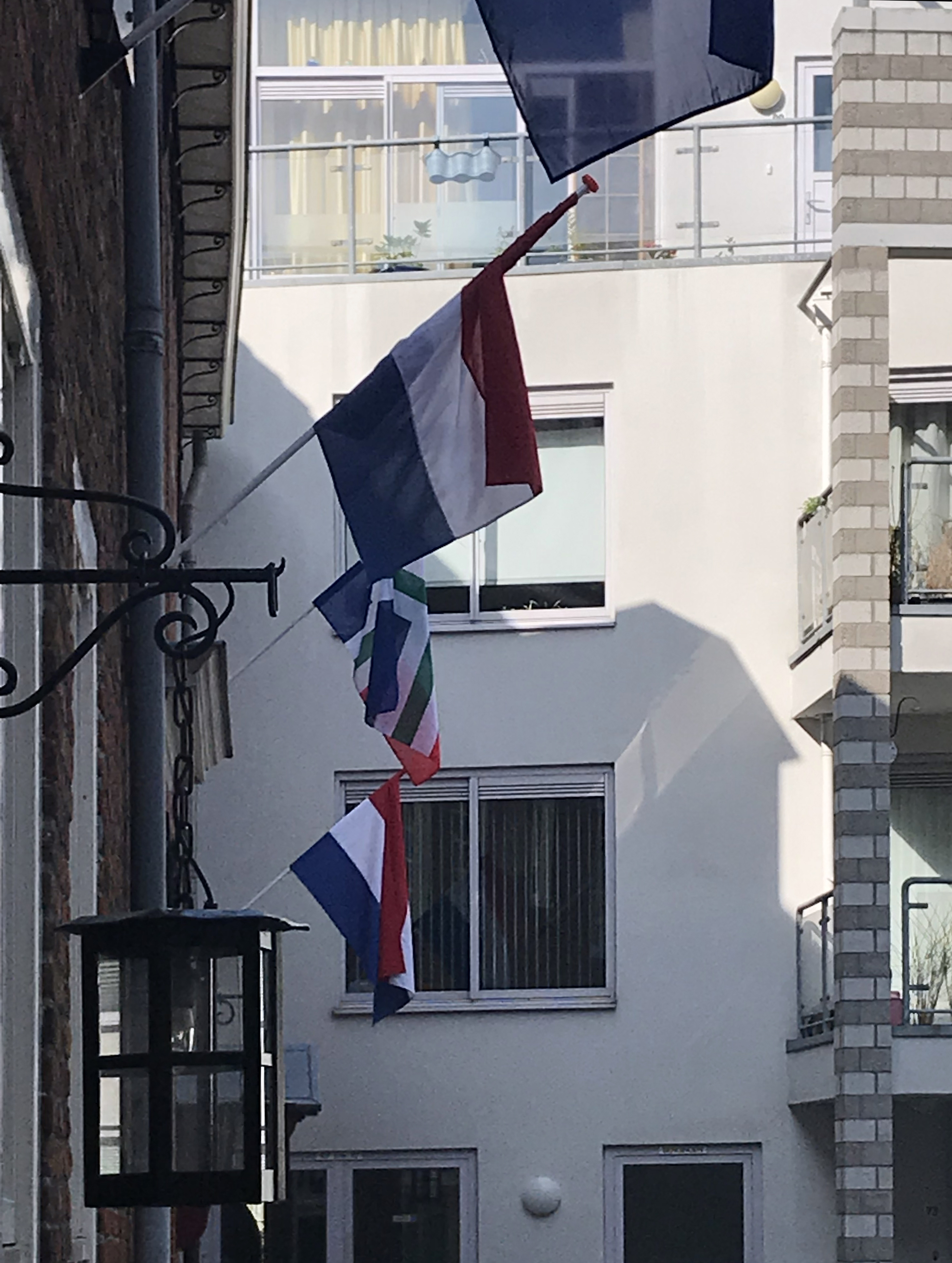
Vlaggen op het plein van het Rode Weeshuis